# Jan Versteegt (weerman)
Jan Cornelis (Jan) Versteegt (Pijnacker, 18 april 1952 – Rotterdam, 15 maart 2025) was een Nederlandse weerman uit Ruurlosche Broek nabij Ruurlo in de Achterhoek. Sinds 2006 woonde hij in het Groningse Bourtange. 
Hij begon zijn carrière als weerman eind jaren tachtig in Achterveld en verzorgde de weerpraatjes voor de toenmalige Amersfoortse radiozender KeiSTAD FM. In 1989 gaf hij zijn loopbaan als majoor bij Defensie op, verhuisde naar Tolkamer en richtte daar samen met zijn vrouw Ellen het Educatief Weercentrum op dat door Jan Pelleboer werd geopend. Begin jaren negentig verhuisden zij naar Ruinerwold en ging hij zich volledig richten op de meteorologie. 
Versteegt vervolgde zijn radiocarrière in 1991 bij Omroep Gelderland en viel even later ook in voor Jan Pelleboer bij de TROS en werd weerman voor Radio Drenthe. Van januari 1994 tot december 2006 verzorgde Versteegt de weerpraatjes op Radio 2. Elke werkdag had hij in het TROS-radioprogramma de Gouden Uren zijn eigen (populaire) Weershow. Hierin gaf hij in tien minuten een uitgebreide weersverwachting aangevuld met waarnemingen van vrijwillige waarnemers.
In 2003 werd Versteegt's weerstation failliet verklaard wegens een schuld van ruim 1 miljoen euro bij meerdere schuldeisers.
In 2006 kwam Versteegt in het nieuws toen de Stichting Weerstation Tiros, waarin Versteegt daarna zijn werkzaamheden had ondergebracht, hem niet meer uitbetaalde. Dit had onder andere te maken met een hoge stroomrekening van zijn huis in Bourtange, dat hij verhuurd had aan iemand die er een illegale wietkwekerij bleek te hebben ondergebracht. Versteegt had zijn luisteraars om geld gevraagd om uit de schulden te kunnen komen.
Op 20 december 2006 kwam er een einde aan de weerpresentaties op Radio 2 in het programma Knooppunt Kranenbarg van de NCRV. Jan Versteegt richtte zich sindsdien meer op internet en publiceerde dagelijks een aantal gesproken weerberichten. Vanaf december 2007 was hij enige tijd de vaste weerman van Groot Nieuws Radio. In 2013 zijn ook de internetactiviteiten gestaakt.
Jan Versteegt overleed op 15 maart 2025 op 72-jarige leeftijd.